# Yusheng S350
Yusheng S350 — среднеразмерный кроссовер, выпускающийся с 2010 года суббрендом Yusheng (江铃驭胜) компании Jiangling (JMC).

## Описание
Изначально автомобилю было присвоено название JMC Yusheng. Yusheng является первым кроссовером компании Jiangling.

В движение автомобиль приводится 2,4-литровым бензиновым двигателем 4G63T мощностью 136 л. с. и 2,4-литровым дизельным двигателем Topanther мощностью 122 л. с., каждый из которых сочетается в паре с пятиступенчатой механической или же с шестиступенчатой автоматической трансмиссией ZF Friedrichshafen AG.
- Вид спереди
- Вид сзади

В 2013 году автомобиль прошёл рестайлинг и стал называться Yusheng S350. Презентация состоялась на Шанхайском автосалоне.

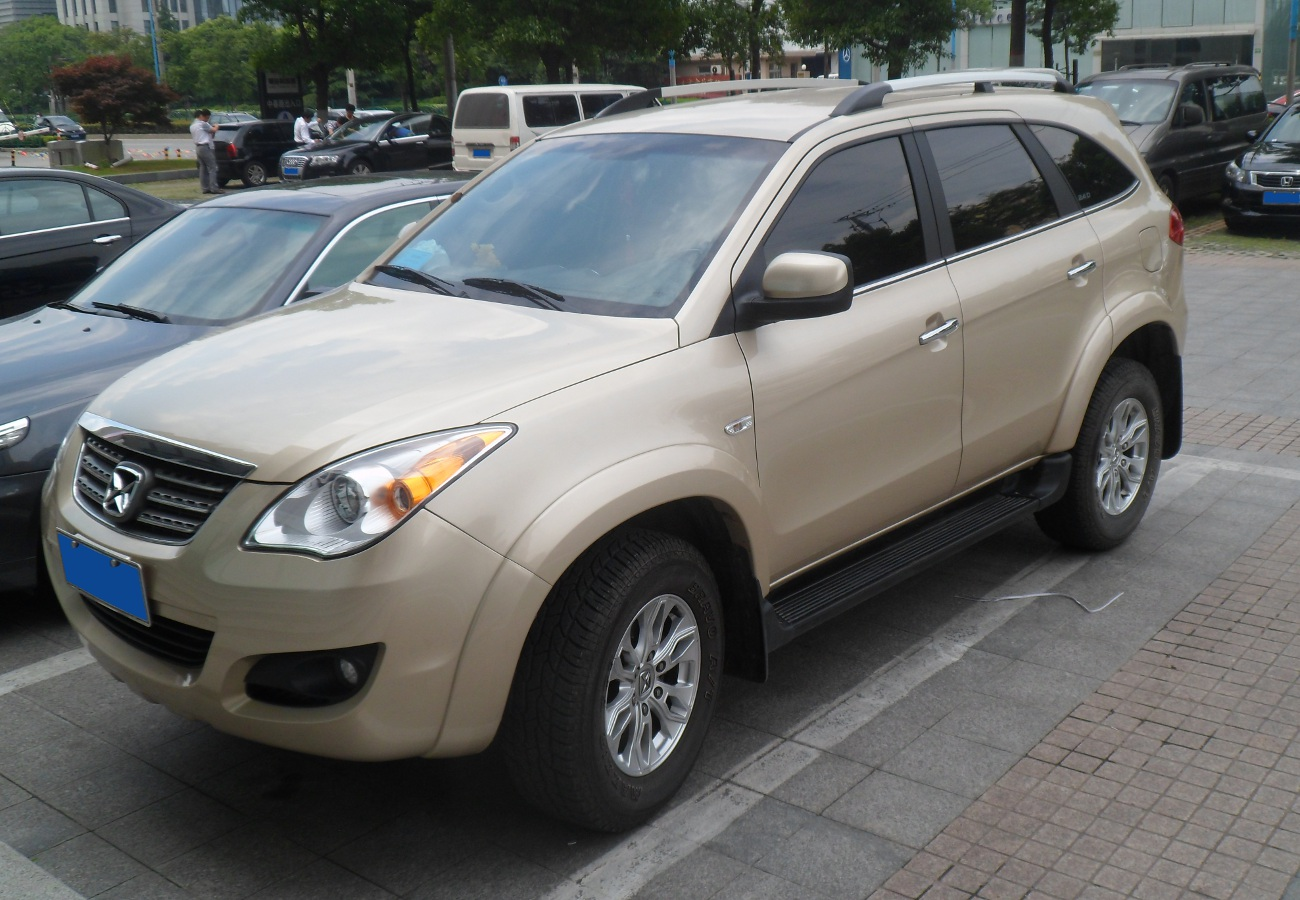
Вид спереди
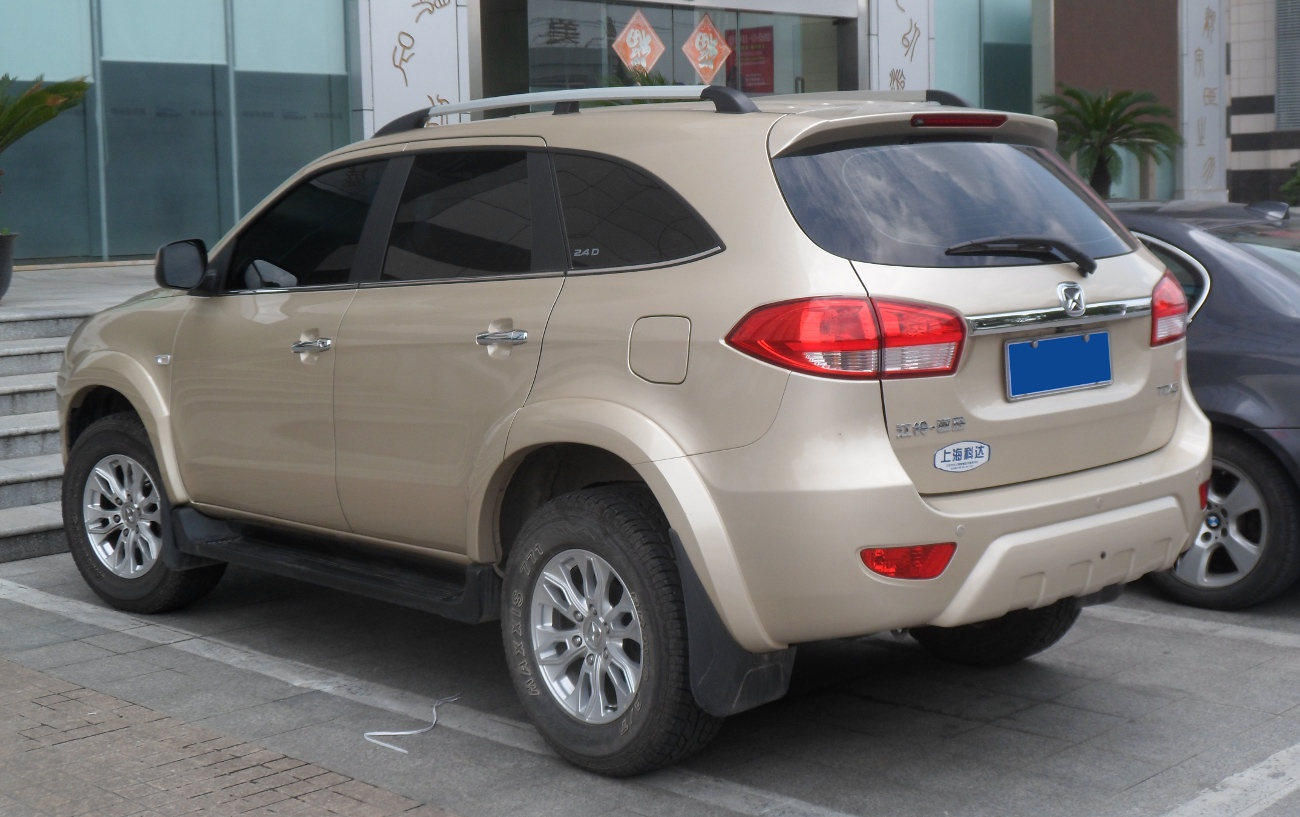
Вид сзади

В 2016 году Yusheng S350 прошёл второй рестайлинг. Кроме 2,0-литрового дизельного двигателя, в моторную гамму был добавлен 2,0-литровый бензиновый двигатель GTDi производства Ford. Он развивал мощность 205 л. с. и крутящий момент 325 Н·м и сочетался в паре с шестиступенчатой автоматической трансмиссией.

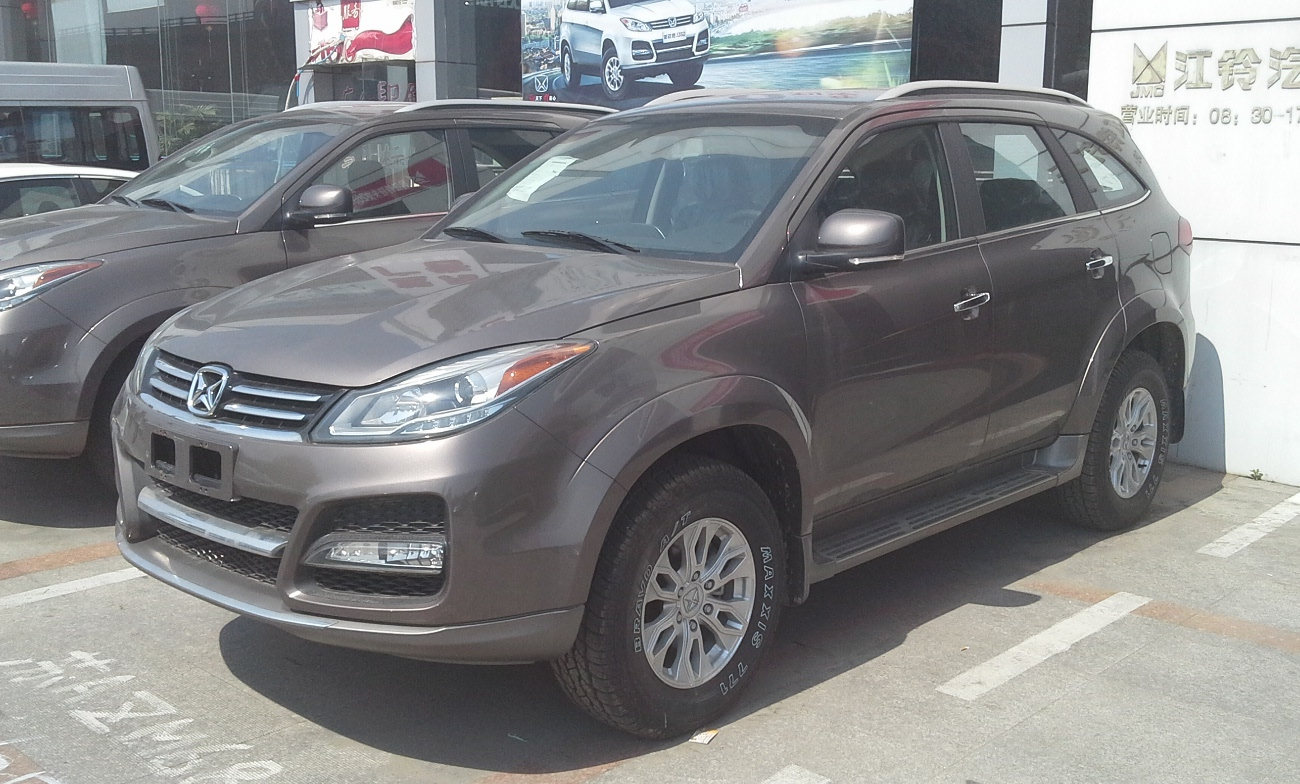
Вид спереди
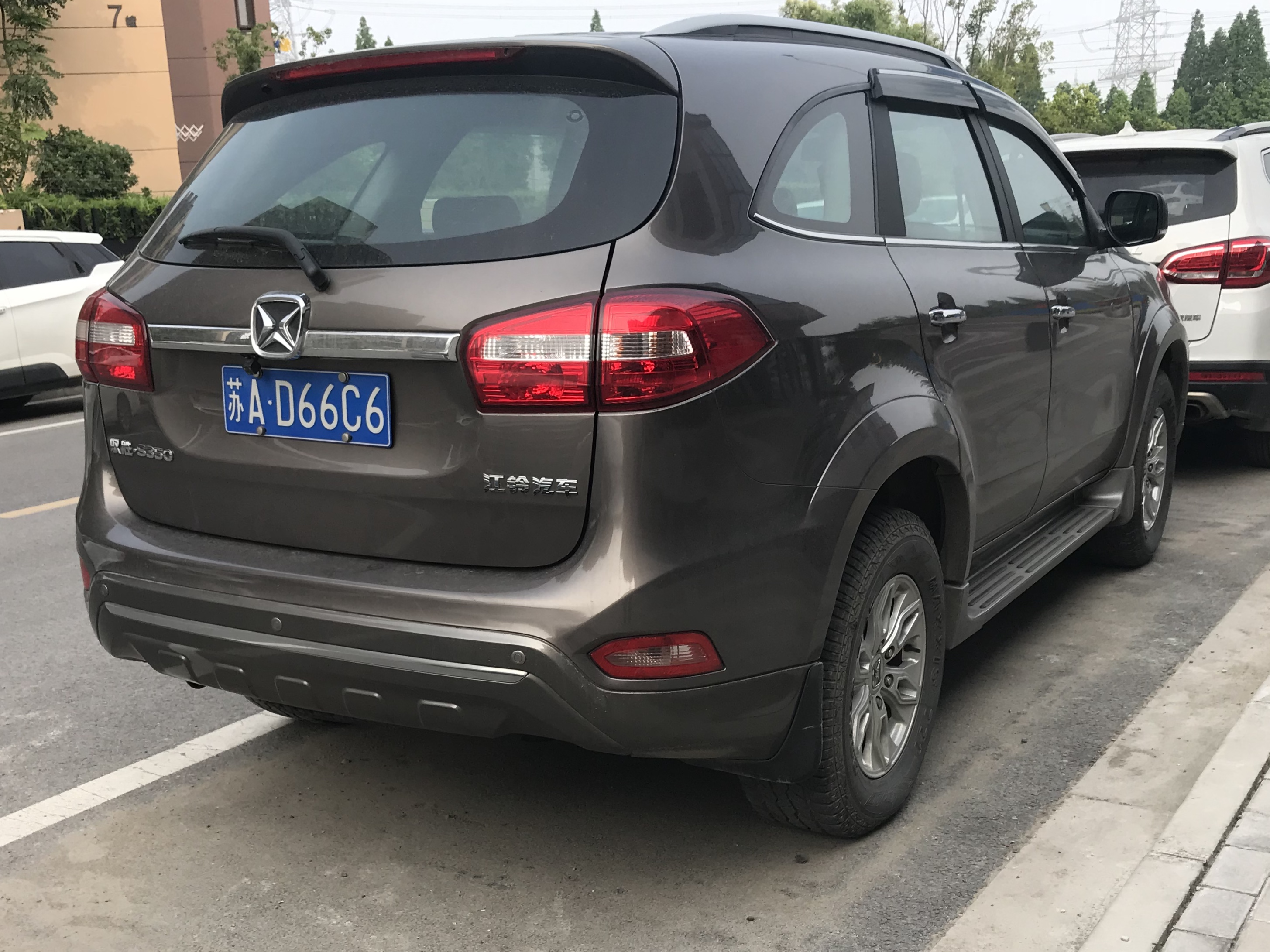
Вид сзади

В 2020 году Yusheng S350 прошёл третий рестайлинг. Мощность бензинового двигателя была увеличена до 220 л. с. (162 кВт), а крутящий момент — до 350 Н·м. Мощность дизельного же двигателя была увеличена до 141 л. с. (104 кВт), а крутящий момент — до 340 Н·м. Двигатели стали сочетаться в паре с шестиступенчатой механической или же с восьмиступенчатой автоматической трансмиссией.

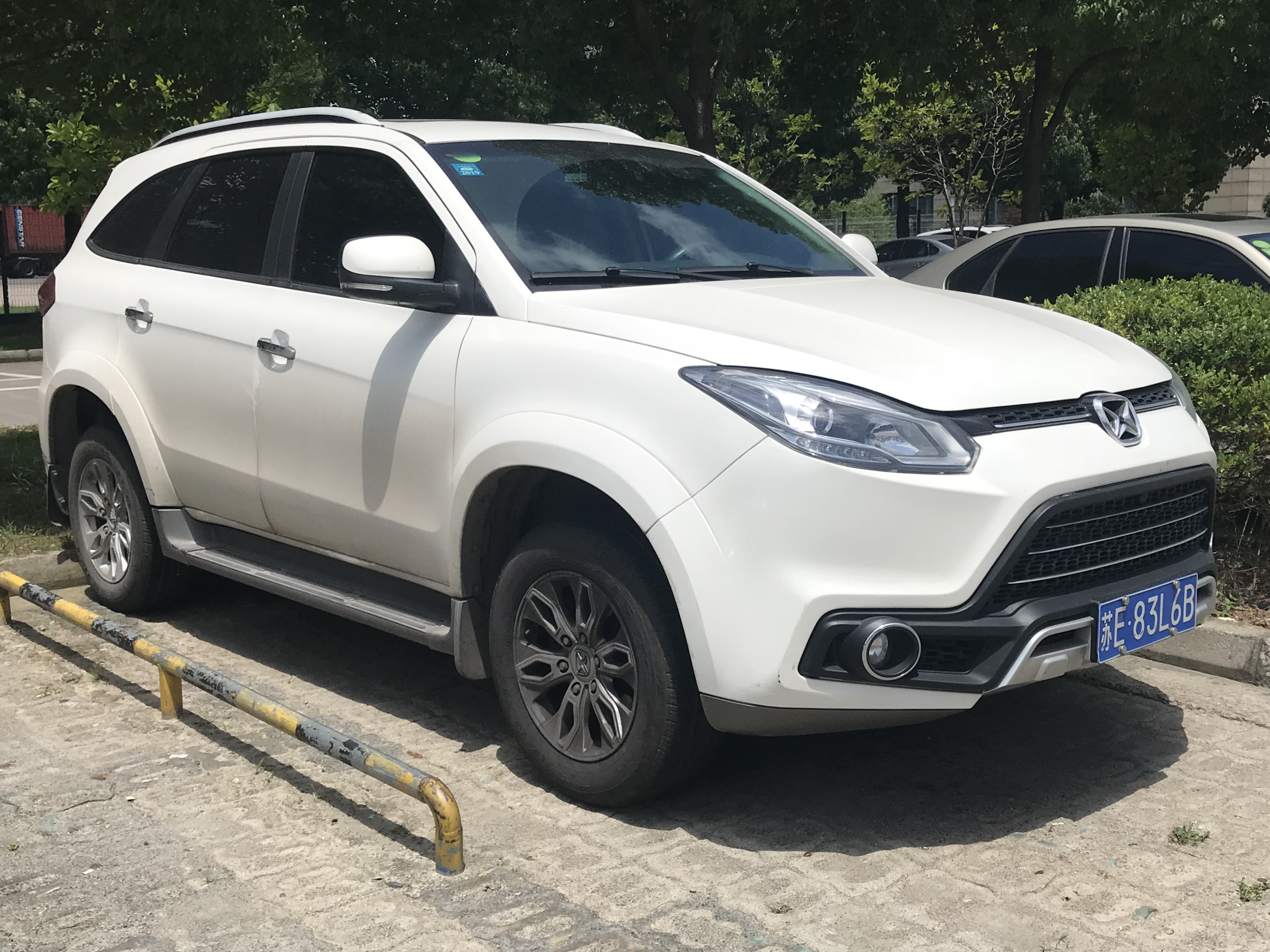
Вид спереди
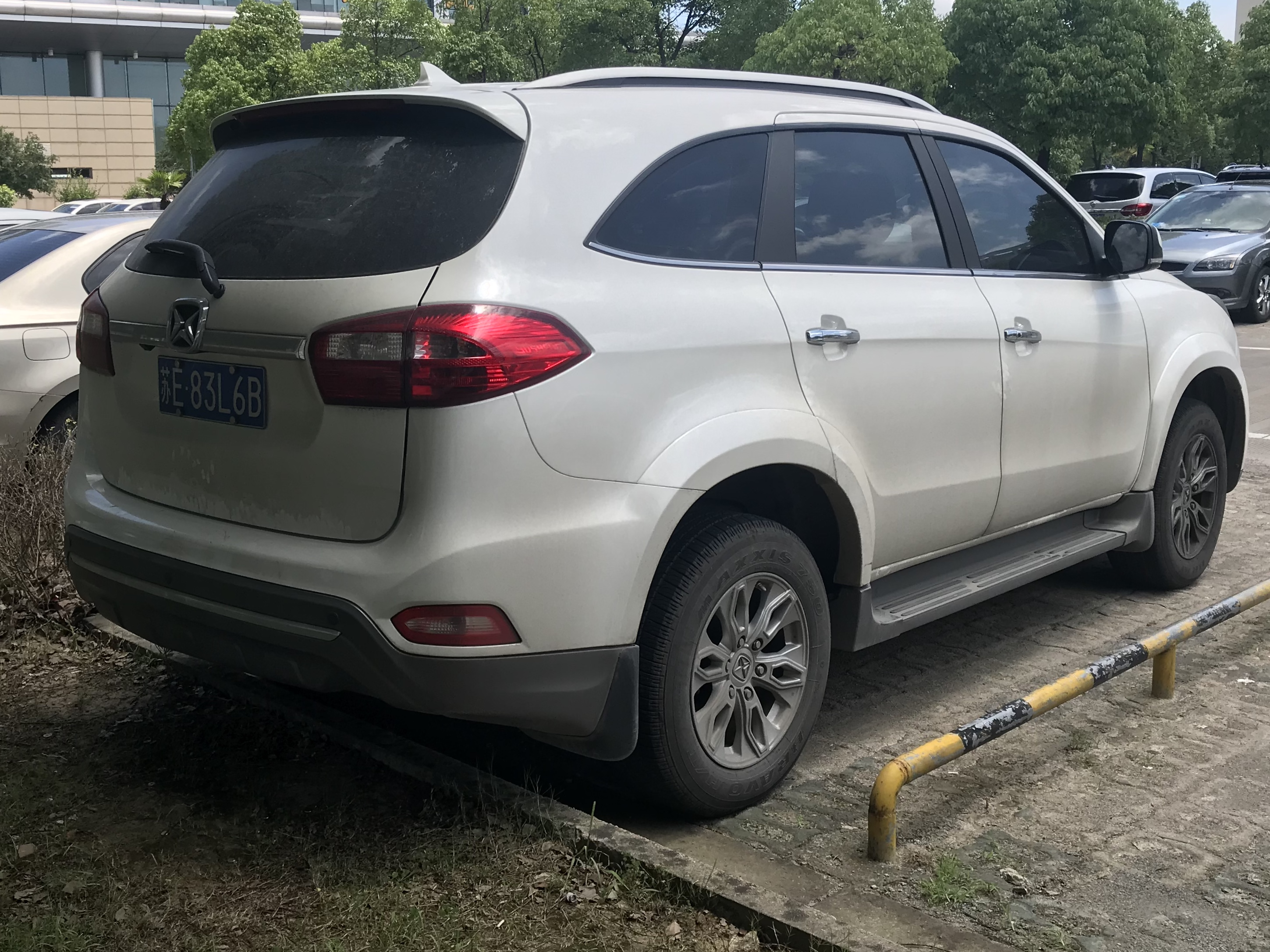
Вид сзади

## Yusheng N350
Yusheng S350 был переименован в N350 в России, Бразилии, Южной Африке и некоторых других странах. Выпуск начался в октябре 2010 года.

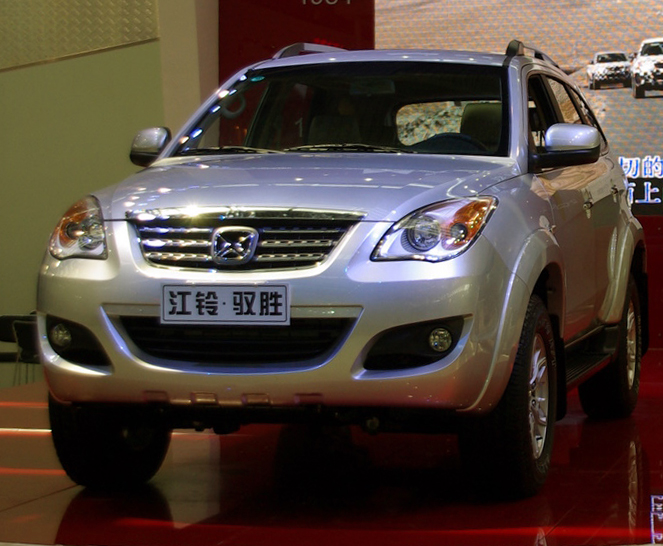
Вид спереди
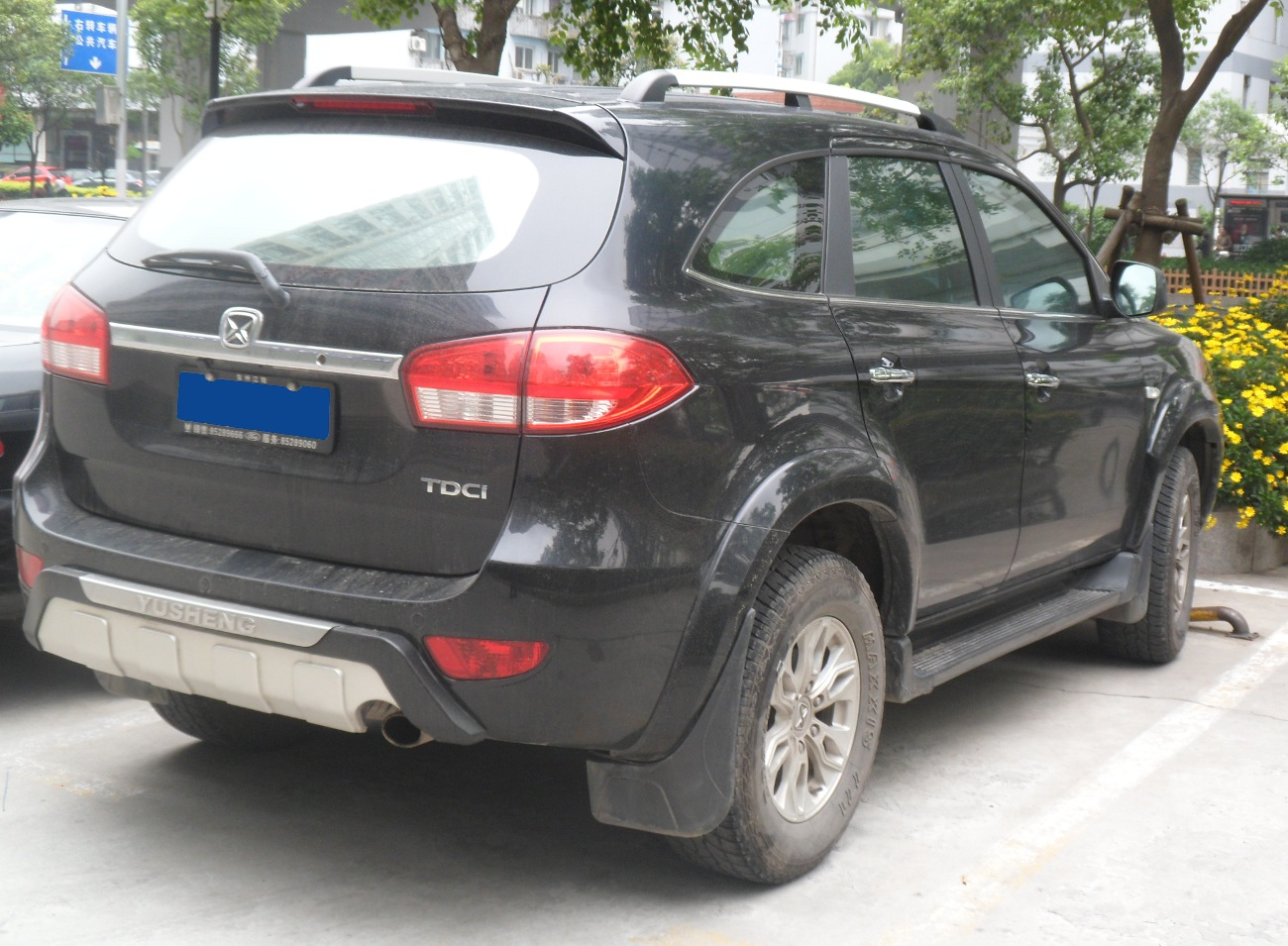
Вид сзади

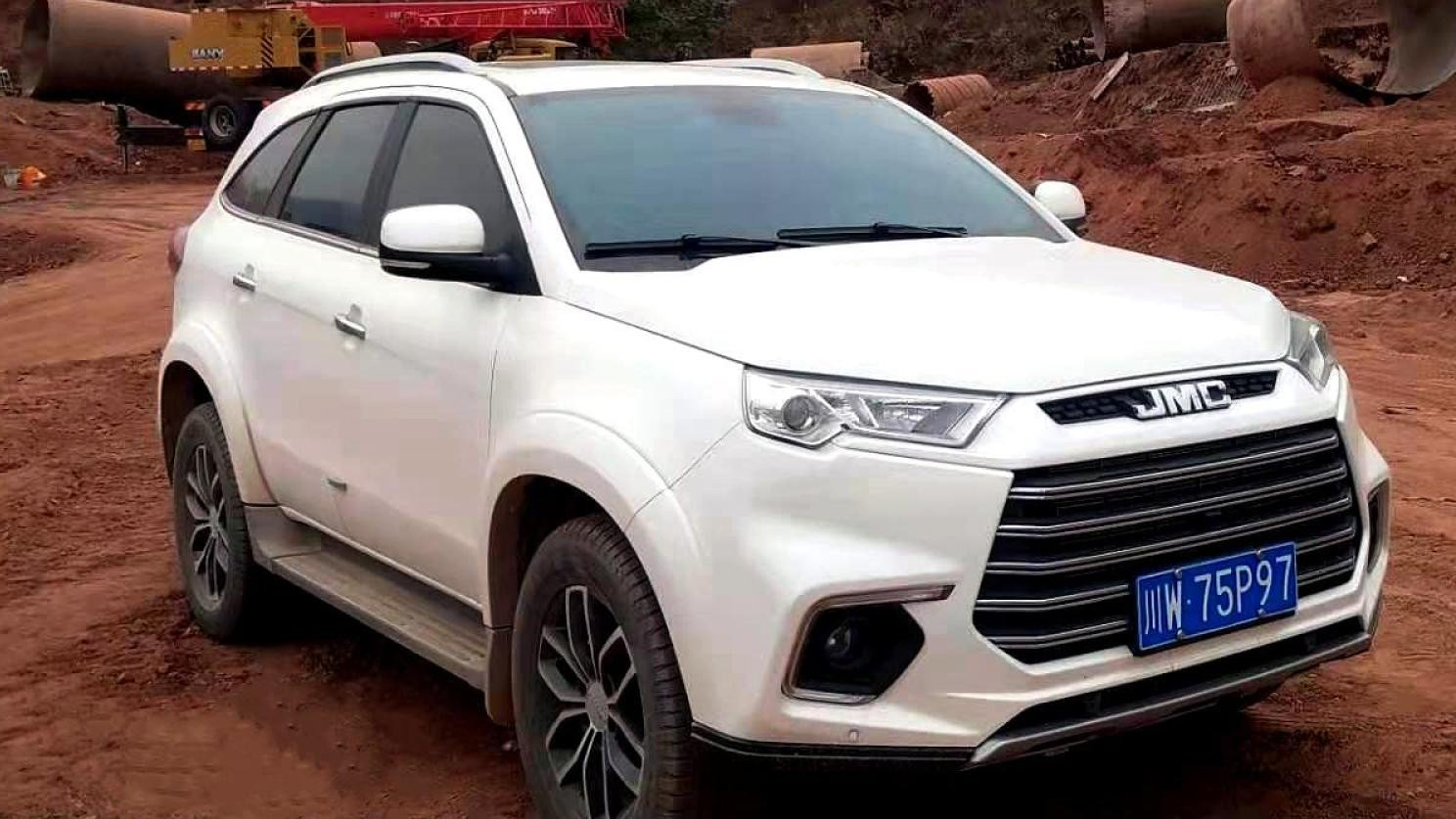
Вид спереди
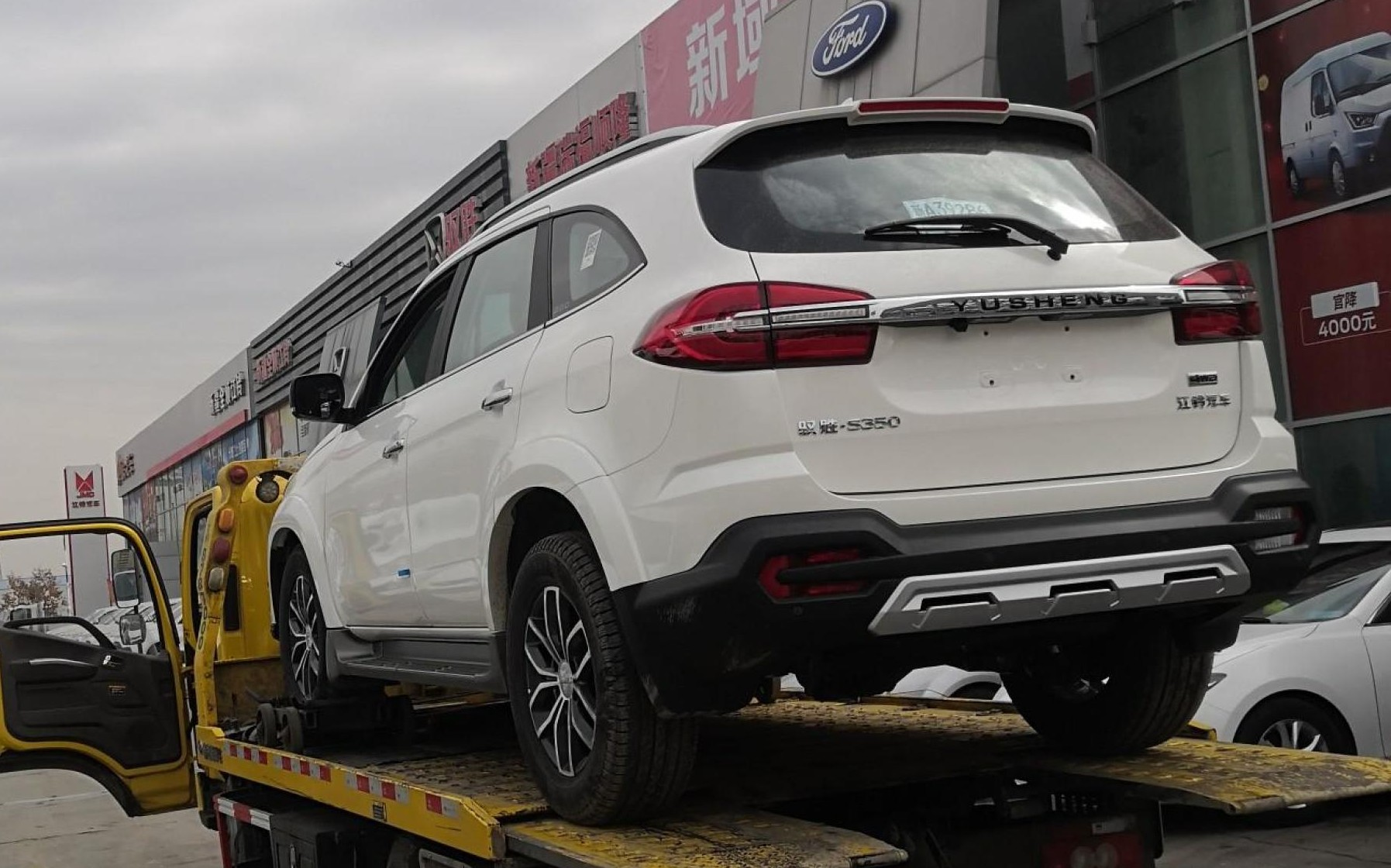
Вид сзади